# Жілберту Мілош
Жілберту Мілош (30 жовтня 1963, Сан-Паулу) – бразильський шахіст, гросмейстер від 1988 року.

## Шахова кар'єра
Неодноразово брав участь у фіналах чемпіонатів Бразилії, здобувши 12 медалей: 6 золотих (1984, 1985, 1986, 1989, 1994, 1995), 4 срібні (1981, 2004, 2005, 2009), а також 2 бронзові (2006, 2007). 1987 року поділив 1-ше місце в Сантьяго, a 1988-го переміг у Буенос-Айресі (разом з Сеноном Франко Окампосом). 2000 року поділив 1-ше місце (разом з Юрієм Круппою) у Каппель-ла-Гранд, а також досягнув значного успіху, посівши 3-тє місце на першому кубку світу ФІДЕ у Шеньяні (в півфінальному матчі поступився Євгенові Бареєву). У 2002 році святкував перемогу на турнірі за швейцарською системою у Серра-Негра. 2003 року посів 3-тє місце на турнірі, що відбувся в Сантусі, a наступного року поділив у тому самому місті 2-ге місце. У 2005 році поділив 2-ге місце (позаду Лазаро Брузона) на третьому континентальному чемпіонаті Організації Американських Держав, який відбувся в Буенос-Айресі, а також переміг на зональному турнірі (відбору до чемпіонату світу) в Сан-Паулу. 2006 року посів 1-ше місце в Гуарапуаві, a у 2007 році знову святкував перемогу (разом з Рафаелем Лейтаном) на зональному турнірі. 2008 року поділив 1-ше місце в Сан-Паулу (двічі – з Рафаелем Лейтоном а також Жао Жонг-Юанем) i Сантосі (з Сандро Мареко). У 2009 році здобув бронзову медаль чемпіонату Америки.
Між 1982 і 2010 роками десять разів представляв свою країну на шахових олімпіадах (зокрема 5 разів на першій шахівниці). У 1997–2004 роках брав участь у чемпіонатах світу ФІДЕ, які проходили за нокаут-системою. Найкращі результати показав у Гронінгені (1997) та Лас-Вегасі (1999), в обох випадках пройшовши до 3-го кола.
Найвищий рейтинг Ело в кар'єрі мав станом на 1 жовтня 2000 року, досягнувши 2644 пункти посідав тоді 38-ме місце в світовій класифікації ФІДЕ, водночас посідав 1-ше місце бразильськийch шахістів.